# Лонуа, Вильгельм Белье де
Вильгельм Белье де Лонуа (нем.  Wilhelm Bellier de Launoy; в греческой историографии часто именуется полковник Делони; — 1826) — прусский офицер и филэллин, принявший участие в Освободительной войне Греции:B-365.
Получил известность после начала Освободительной войны Греции (1821—1829), первоначально в качестве члена филэллинских комитетов Марселя и Лондона.
Погиб в 1826 году в ходе героического прорыва осаждённых («Эксодос») завершившего Третью осаду Месолонгиона.
Автор книги «Несколько слов о Греции», изданной в Мюнхене в 1823 году.

## Биография
Не располагаем конкретной датой его рождения, как и информацией о его семье и детстве.
Располагаемая информация начинается с того, что он служил офицером в гвардейском кирасирском полку прусской армии и воевал против французов в период Наполеоновских войн.

## Филэллин
В период когда весной 1821 года разразилась Греческая революция, Де Лонуа, будучи уже частным лицом находился в Марселе по своим торговым делам.
Он сразу же вступил в филэллинский комитет Марселя, с целью оказания помощи восставшим грекам.
По поручению комитета он впервые посетил восставшую Грецию осенью 1821 года и не преминул в декабре принять участие в боях у Афинского Акрополя, под командованием Дмитрия Ипсиланти. Однако согласно записи в его дневнике, там для него не нашлось дела и он занялся военной подготовкой мирных жителей маленького тогда городка.
После чего он выехал в Англию и вступил в филэллинский комитете Лондона.
В 1823 году, вместе с английским филэллином полковником полковником Лестером Стэнхоупом вновь выехал в Грецию
По пути Стэнхоп и де Лонуа посетили Дармштадт, Цюрих, Берн, Женеву и Геную где встретились с представителями местных филэллинских комитетов, после чего направились морем в Месолонгион.
Д. Фотиадис, в своей Истории Греческой революции, пишет что Стэнхоуп, вместе с полковником Делони (Delauney), представлявшим германские филэллинские комитеты, прибыл в Аргостолион (остров Кефалиния), где встретился с Байроном. :365. После чего Стэнхоуп (и Делони) прибыл в Месолонгион.

## «Несколько слов о Греции»
В период своего пребывания в Месолонгионе, де Лонуа написал небольшую книгу «Несколько слов о Греции» (Bellier de Launoy, Wilhelm, «Einige Worte über Griechenland», εκδ. Maurer, Μόναχο, 1823) в которой описал условия жизни греческих повстанцев и филэллинов. Книга была издана в Мюнхене в 1823 году.
Книга рассматривается сегодня как источник для историографов Греческой революции и филэллинского движения в Европе
В прологе книги автор именует себя подполковником при штабе А. Маврокордато в Месолонгионе.
Книга была актуальной, поскольку кроме филэллинов, в первые два года войны в Грецию прибывали и авантюристы, надеявшиеся на быструю карьеру и обогащение, но не сумев достигнуть этого возвращались домой. Многие из них печатали книги с негативной информацией или просто дезинформацией о греческом деле и о греческих повстанцах. Де Лонуа клеймит позором поведение этих иностранцев, оправдывает «жестокость греков» против своих бывших угнетателей.
Он с гневом отвергает попытки обвинения повстанцев в трусости, приведя пример македонянина Дороса, «посадившего флаг» на стены Нафплиона и героическую смерть Илиаса Мавромихалиса.
Он также пишет о том, что греческий крестьянин, нашедший в поле потерянные им 300 турецких грошей, гонялся за ним чтобы вручить ему деньги, «что в Германии трудно встретить».
Современная греческая исследовательница Реггина Quack-Манусаки предполагает, но без доказательств, что книга, хотя и основывается на его дневнике, в какой то мере была заказом филэллинских комитетов Германии и ответом на дезинформацию вредящую филэллинскому движению.
Де Лонуа отмечает частую неприязнь друг к другу иностранцев различного происхождения и их интриги, но пишет что немцы не принимали участия в этих интригах.
Однако его книга и он сам также стали объектом нападок при его жизни и после его смерти. Так английский врач Милинген обвиняет Де Лонуа в фантазиях, пишет что он был изгнан из прусской армии, именует его «якобы полковником» и оспаривает его службу при штабе Маврокордато, считает всё это дезинформацией которая обеспечила ему вступление в филэллинский комитет Лондона.
Немецкий врач филэллин Э. Трайбер, познакомившийся с Де Лонуа в Месолонгионе в марте 1824 года, ограничивается в обвинении последнего в хвастовстве.
Проанализировав книгу и информацию вокруг неё, Реггина Манусаки считает, что книга требует дальнейшего анализа, также как и биография Де Лонуа, для того чтобы оценить в какой мере он является достоверным свидетелем и источником.

## Последний приезд в Грецию
В январе 1824 года он вместе с прусским офицером филэллином Александром Колбе (;-1860) вновь прибыл в Месолонгион.
Во время его второго пребывания в Месолонгионе Де Лонуа женился на местной гречанке, которая приходилась сестрой Алтане Игглеси, жене редактора издаваемой в Месолонгионе газеты «Эллиника хроника» швейцарца Иоганна Майера.
Он остался в Месолонгионе, принял участие в обороне города в период Третьей осады Месолонгиона.
Его участие в обороне Месолонгиона было заметным, но, как пишет в своих мемуарах Спиридон Спиромилиос, не в роли кавалерийского офицера, а в роли военного инженера и артиллерийского офицера: « в другой раз мы их бомбили, стрельбой искуссно руководили наши инженера немцы филэллины Стилберг и Делони»: Γ-159.
Вместе с повстанцами и населением города он пережил голод и лишения, после чего принял участие в героической попытке прорыва осаждённых 10 апреля 1826 года (Эксодос)

## «Эксодос» — Смерть

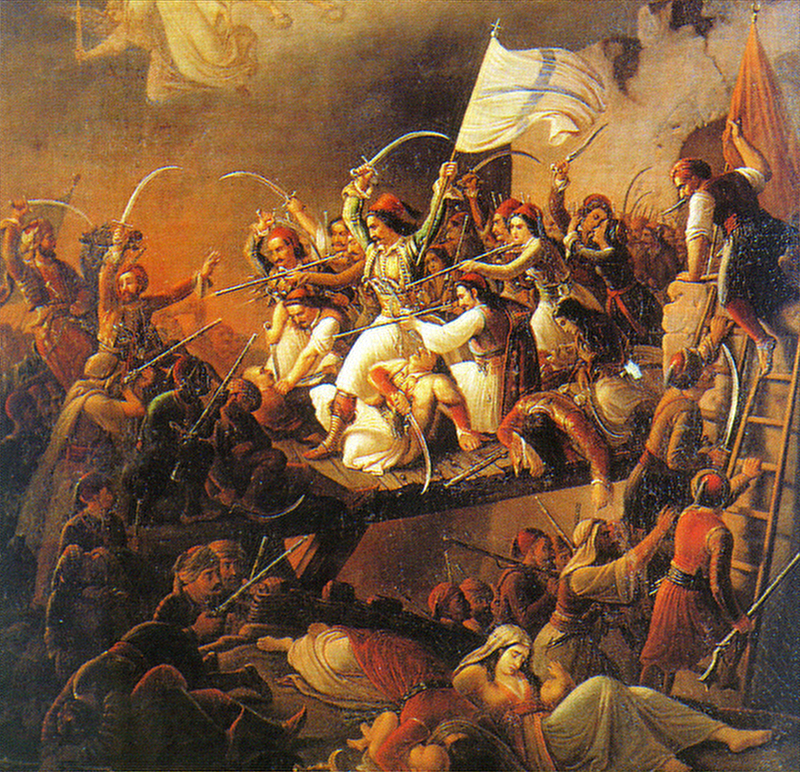
Эксодос Месолонгиона, художник Вризакис, Теодорос

Ёмкое греческое слово «Эксодос» (прорыв, исход) было использовано и в других языках применительно к другим историческим событиям, но для греков слова Эксодос и Мессолонги стоят рядом.
Турки были оповещены о прорыве сбежавшим к ним обращенным в христианство турчонком.
Повстанцы выступили в ночь перед Вербным Воскресением.
Первые две колонны бойцов пробились и прошли через рвы. Это не удалось колонне гражданских. Прорвавшиеся 2 колонны дали бой с турецкой кавалерией, египетской пехотой и иррегулярными албанцами в открытом поле, прежде чем добрались до гор. Из 3 тысяч живыми из прорыва вышли 1250 бойцов, 300 гражданских лиц и только 13 женщин. Среди погибших были военачальник месолонгиотов Разикоцикас, Пападиамантопулос (дед будущего французского поэта Жана Мореаса), инженер М. Коккинис, издатель газеты швейцарец Майер со своей женой и детьми.
Д. Фотиадис в своей истории перечисляет погибших филэллинов, начиная с Де Лонуа, следующим образом: «Среди погибших филэллинов были „немецкий полковник Делони“, польский полковник Джарджавский, барон Латербах и другие филэллины, имена которых в Греции помнят и чтят»:Γ-218
Героическая оборона и прорыв Месолонгиона всколыхнула либеральную и революционную Европу вопреки желаниям монархов Священного союза. Мессолонги стал темой произведений художников Делакруа и Ланглуа, поэтов Гёте и Миллера, и поднял волну филэллинизма среди интеллигенции и молодёжи. «Героическая оборона и Эксодос Месолонгиона, продвинули Греческий вопрос как никакая греческая победа». Немецкий историк Мендельсон-Бартольди писал:

«В полном славы разрушении Месолонгиона были написаны большими и кровавыми буквами неразрешимая разница между эллинами и турками. Стало очевидно и ленивой и без энтузиазма дипломатии, что следует что-то предпринимать на Востоке, и что Движение греков невозможно замять и похоронить без шума».— 